# Ioann (Ruděnko)
Ioann' (světským jménem: Vladimir Nikolajevič Ruděnko; * 8. listopadu 1966 Novosibirsk) je ruský duchovní Ruské pravoslavné církve a biskup šujský a tějkovský.

## Život
Narodil se 8. listopadu 1966 v Novosibirsku.
V letech 1983–1988 studoval na Novosibirském elektrotechnickém institutu. Poté pracoval ve výzkumné laboratoři a pokračoval v dálkové postgraduálním studiu. Do března 1998 přednášel na fakultě aplikované a teoretické fyziky.
Dne 20. ledna 1996 byl v chrámu svatého Alexandra Něvského v Novosibirsku pokřtěn.
Od roku 1996 byl poslušníkem chrámů a monastýrů novosibirské eparchie. Roku 1997 začal pracovat v Nikolo-Šartomském monastýru a studovat na Novosibirském pravoslavném bohosloveckém institutu. Dne 6. února 1998 se stal stálým obyvatelem Nikolo-Šartomského monastýru.
Dne 17. dubna 1998 byl archimandritou Nikonem (Fominem) postřižen na monacha s mnišským jménem Ioann na počest svatého Jana Předchůdce.
Dne 24. května 1998 jej arcibiskup Amvrosij (Ščurov) rukopoložil na hierodiakona a 4. října na jeromonacha.
V letech 1998–2001 dálkově studoval na Moskevském duchovním semináři, a poté do roku 2005 na Moskevské duchovní akademii.
Přednášel na Ivanovském pravoslavném bohosloveckém institutu svatého Jana Bohoslova, kde působil také jako první prorektor. V letech 2000–2005 přednášel na Ivanovské státní univerzitě a Šujské státní pedagogické univerzitě.
V červnu 1999 byl jmenován představeným chrámu Všech svatých při Ivanovské univerzitě a roku 2005 chrámu Ikony Matky Boží Všech strádajících radost v Ivanovu.
Od roku 2009 byl blagočinným chrámu Vzkříšení Krista v Šuje a od roku 2011 Nikolo-Šartomského monastýru.
Dne 16. dubna 2016 jej Svatý synod zvolil biskupem vorkutským a usinským. Dne 20. dubna byl povýšen na archimandritu.
Dne 23. dubna 2016 byl oficiálně jmenován biskupem a o den později proběhla v chrámu Krista Spasitele v Moskvě jeho biskupská chirotonie. Světiteli byli patriarcha moskevský Kirill, metropolita volokolamský Ilarion (Alfejev), metropolita novgorodský a starorusský Lev (Cerpickij), metropolita istrijský Arsenij (Jepifanov), metropolita ivanovo-vozněsenský a vičugský Iosif (Makedonov), arcibiskup syktyvkarský a komi-zyrjanský Pitirim (Voločkov), biskup solněčnogorský Sergij (Čašin), biskup rybinský a danilovský Veniamin (Lichomanov), biskup voskresenský Savva (Michejev), biskup karasukský a ordynský Filipp (Novikov), biskup šujský a tějkovský Nikon (Fomin) a biskup kiněšemský a palechský Ilarion (Kajgorodcev).
Dne 28. prosince 2017 byl jmenován biskupem domodědovským a vikářem moskevské eparchie.
Dne 9. ledna 2018 mu byla svěřena péče o severovýchodní moskevský vikariát a stal se představeným chrámu Životodárné Trojice ve Sviblově. Do roku 2019 byla také spolupředsedou komise pro práci s univerzitami a akademickou obcí moskevské eparchie.
Dne 14. července 2018 se stal představeným Novospasského monastýru.
Dne 20. července 2018 byl osvobozen od funkce představeného chrámu a o týden později od spravování severovýchodního vikariátu. Poté byl jmenován správcem jihovýchodního vikariátu, vikariátu Nových území a blagočinným stravropegiálních farností a patriarchálních podvorje Moskevské oblasti.
Dne 24. ledna 2019 byl osvobozen od spravování jihovýchodního vikariátu se zachováním ostatních funkcí.
Dne 26. února 2019 byl osvobozen od funkce představeného monastýru.
Dne 4. dubna 2019 jej Svatý synod ustanovil biskupem uržumským a omutninským. Dne 7. dubna byl osvobozen od funkce správce vikariátu a blagočinného.
Dne 11. října 2023 se stal biskupem šujským a tějkovským.